# بینکور
بینکور (به فرانسوی: Biencourt) یک کمون در فرانسه است که در Canton of Gamaches واقع شده‌است.

## خصوصیات
بینکور ۲٫۲۲ کیلومترمربع مساحت و ۱۲۴ نفر جمعیت دارد و ۱۱۶ متر بالاتر از سطح دریا واقع شده‌است.